# Telaquana Lake
Der Telaquana Lake (von englisch lake „See“) ist ein See im Südwesten von Alaska (USA).
Der 372 m hoch gelegene See  glazialen Ursprungs liegt an der Westflanke eines vergletscherten Gebirgsmassivs, dessen nördlicher Teil der Alaskakette und deren südlicher Teil der Aleutenkette zugerechnet wird. Der 46 km² große See misst in West-Ost-Richtung 14,8 km. Die Seebreite liegt bei 4 km. Die mittlere Wassertiefe wird mit 25 m angegeben. Der Telaquana Lake befindet sich in der Lake Clark National Preserve und grenzt im Osten an den Lake-Clark-Nationalpark.
Der See wird vom Telaquana River in westlicher Richtung durchflossen. Dieser wird von mehreren Gletschern gespeist. 23,5 km westnordwestlich des Sees mündet der Fluss in den Stony River, einem Nebenfluss des Kuskokwim River. 